# Jungfrun (stjärnbild)
För andra betydelser, se Jungfrun.
Jungfrun (Virgo på latin och Virginis i genitiv) är en stjärnbild på ekliptikan. Jungfrun är den näst största konstellationen på stjärnhimlen, efter Vattenormen. Stjärnbilden är en av de 88 moderna stjärnbilderna som erkänns av den Internationella Astronomiska Unionen.

## Historik
Jungfrun var en av de 48 konstellationerna som listades av den antike astronomen Ptolemaios i hans samlingsverk Almagest. 

## Mytologi
Stjärnbilden brukar oftast sägas föreställa Demeter, jordbrukets gudinna (namnet på stjärnbildens största stjärna, Spica, betyder också "sädesax"), eller hennes dotter Persefone. Men ibland har man sett Jungfrun och Vågen som en enda stjärnbild, och då har den i stället föreställt Dike, rättvisans gudinna, som håller i rättvisans våg.

## Stjärnor

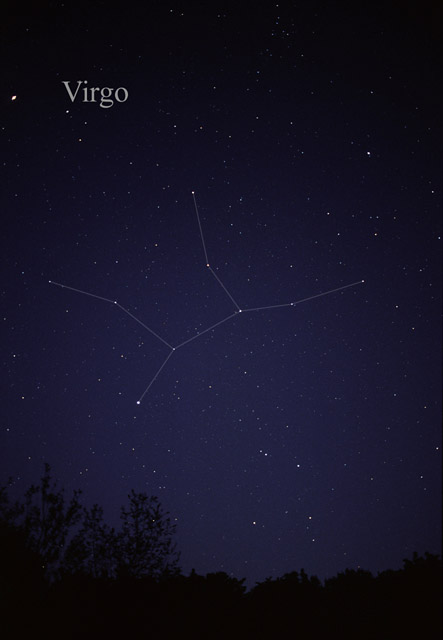
Stjärnbilden Jungfrun (Virgo) som den kan ses med blotta ögat.

Jungfrun innehåller flera ljusstarka stjärnor. 
- α - Spica (Alfa Virginis) är en blå jättestjärna som är ljusstarkast i stjärnbilden. Den har magnitud 0,98 och kommer på en total femtondeplats över natthimlens ljusstarkaste stjärnor. Med ett avstånd av 260 ljusår är det den närmaste stjärnan som skulle kunna bli en supernova av typ II.
- β - Beta Virginis (Zavijava) har magnitud 3,60.
- γ - Gamma Virginis (Porrima, Postvarta, Arich, Laouiyet al Aoua) är en dubbelstjärna med magnitud 2,74.
- δ - Delta Virginis (Auva) är en röd jätte av magnitud 3,4.
- ε - Epsilon Virginis (Vindemiatrix) är en jättestjärna av magnitud 2,83.
- ζ - Zeta Virginis (Heze) är en stjärna i huvudserien med magnitud 3,38.
- η - Eta Virginis (Zaniah) är en trippelstjärna med magnitud 3,89
- ι - Jota Virginis (Syrma) har magnitud 2,44.
- μ - My Virginis (Rijl al Awwa) är en gul stjärna med magnitud 3,87.

## Djuprymdsobjekt

Sombrerogalaxen (M104) fotograferad av Hubbleteleskopet.

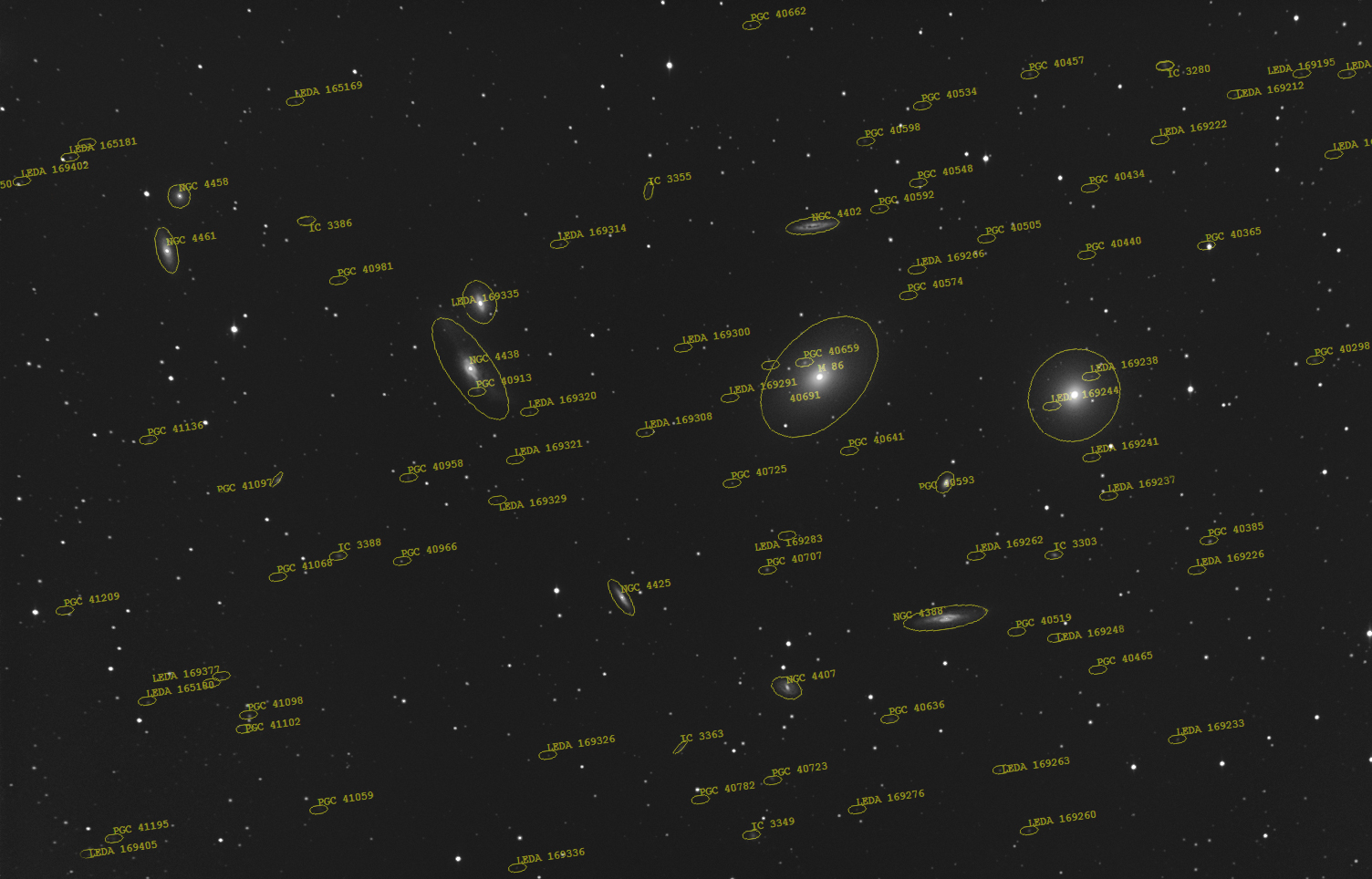
Virgohopen

Jungfrun innehåller många Messier-objekt varav flera är tacksamma objekt för amatörastronomen.

### Galaxer
- Messier 49 (NGC 4472) är en elliptisk galax som är den ljusstarkaste galaxen i Virgohopen. Den innehåller närmare 5900 klotformiga stjärnhopar. Galaxen tros ha ett supermassivt svart hål i sitt centrum, med en uppskattad massa av 565 miljoner solmassor.
- Messier 58 (NGC 4579) är en stavgalax.
- Messier 59 (NGC 4621) är en elliptisk galax.
- Messier 60 (NGC 4649) är en elliptisk galax.
- Messier 61 (NGC 4303) är en spiralgalax som troligen innehåller ett supermassivt svart hål.
- Messier 84 (NGC 4374) är en elliptisk eller linsformad galax som också troligen innehåller ett supermassivt svart hål.
- Messier 86 (NGC 4406) är en linsformad galax.
- Messier 87 (NGC 4486 eller Virgo A) är en gigantisk elliptisk galax, en av de största kända galaxerna i universum.
- Messier 89 (NGC 4552) är en elliptisk galax.
- Messier 90 (NGC 4569) är en spiralgalax.
- Sombrerogalaxen (Messier 104 eller NGC 4594) är en vacker spiralgalax som under goda förhållanden till och med är möjlig att se i en mindre fältkikare. Den har en total massa av 800 miljoner solmassor.
- NGC 4388 är en spiralgalax på ett avstånd av 60 miljon ljusår.
- NGC 4526 är en linsformad galax på ett avstånd av 55 miljon ljusår.
- NGC 4697 (Caldwell 52) är en elliptisk galax.
- 3C 273 är en Seyfertgalax av magnitud 12,85.

### Galaxhopar
- Virgohopen är en stor galaxhop, en av de närmaste grannar till vår lokala galaxhop. Den består av närmare 2000 galaxer.

## Landskapsstjärnbild
Jungfrun är Dalslands landskapsstjärnbild.